# شوک عفونی
شوک عفونی یا شوک سپتیک (به انگلیسی: Septic shock) یک مشکل پزشکی حاد است که در آن گندخونی، ایجاد شده به دلیل جراحت ناشی از عفونت، به کاهش خطرناک فشار خون و بی‌نظمی در متابولیسم سلول‌ها می‌انجامد. معمولاً عفونت اصلی باکتریایی است، اما می‌تواند قارچی، ویروسی، یا انگلی نیز باشد. عفونت در همه جای بدن نیز می‌تواند باشد اما معمولاً در شش‌ها، مغز، دستگاه ادراری، و شکم است.
شوک عفونی می‌تواند باعث از کارافتادن اعضای متعدد و در نهایت مرگ شود.
شوک عفونی معمولاً در میان کودکان، افراد دارای کمبود ایمنی، و کهنسالان اتفاق می‌افتد چون دستگاه ایمنی آنان نمی‌تواند با عفونت به‌مانند بدن افراد سالم مقابله کند.
بیمارانی که با شوک عفونی مواجه می‌شوند معمولاً در بخش مراقبت‌های ویژه نگهداری می‌شوند. میزان مرگ و میر ناشی از شوک عفونی در حدود ۲ تا ۱۱ درصد است.